# خط طول 132° غرب
خط طول 132° غرب هو أحد خطوط الطول الجغرافية، والتي تمتد من القطب الشمالي الجغرافي إلى القطب الجنوبي الجغرافي، وحسب التحويل الزمني يتأخر خط طول 132° غرب عن خط غرينتش بـ8 ساعات و48 دقيقة.

## من القطب إلى القطب
ينطلق خط طول 132° غرب من القطب الشمالي نحو القطب الجنوبي مرورا بالمناطق التي ترد في الجدول التالي:
| الإحداثيات                           | البلد أو الإقليم أو البحر | ملاحظات |
| ------------------------------------ | ------------------------- | --- |
| 90°0′N 132°0′W / 90.000°N 132.000°W  | المحيط المتجمد الشمالي    | |
| 74°59′N 132°0′W / 74.983°N 132.000°W | بحر بيوفورت               | |
| 69°44′N 132°0′W / 69.733°N 132.000°W | كندا                      | الأقاليم الشمالية الغربية يوكون (إقليم) — من 64°39′N 132°0′W / 64.650°N 132.000°W كولومبيا البريطانية — من 60°0′N 132°0′W / 60.000°N 132.000°W |
| 56°51′N 132°0′W / 56.850°N 132.000°W | الولايات المتحدة          | ألاسكا — Alaska Panhandle (mainland), جزيرة رانجيل, Deer Island و Cleveland Peninsula (mainland)                                               |
| 55°30′N 132°0′W / 55.500°N 132.000°W | Clarence Strait           | |
| 55°16′N 132°0′W / 55.267°N 132.000°W | الولايات المتحدة          | ألاسكا — برينس أوف ويلز (جزيرة) |
| 54°43′N 132°0′W / 54.717°N 132.000°W | Dixon Entrance            | |
| 54°2′N 132°0′W / 54.033°N 132.000°W  | كندا                      | كولومبيا البريطانية — جزيرة غراهام و جزيرة مورسبي [لغات أخرى]‏                                                                                  |
| 52°40′N 132°0′W / 52.667°N 132.000°W | المحيط الهادئ             | |
| 60°0′S 132°0′W / 60.000°S 132.000°W  | المحيط الجنوبي            | |
| 74°19′S 132°0′W / 74.317°S 132.000°W | القارة القطبية الجنوبية   | المطالب الإقليمية بالقارة القطبية الجنوبية |